# Excursions daguerriennes

Excursions daguerriennes est le titre d'un album de gravures publié par l'opticien et daguerréotypiste Noël Paymal Lerebours entre 1841 et 1843.
L'ouvrage paraît en deux volumes sous le titre exact d'Excursions daguerriennes, vues et monuments les plus remarquables du Globe, et regroupe des gravures calquées sur des daguerréotypes de divers lieux et monuments mondiaux pris par quelques pionniers de la photographie.
Les vues prises au daguerréotype, donc en positif direct, ne sont pas reproductibles et ne peuvent être diffusées que par l'intermédiaire de copies gravées, ou lithographies. Ainsi, Lerebours décide dès 1840 de travailler sur la publication de reproductions de daguerréotypes, regroupant des vues ramenées d'Égypte, mais aussi de monuments parisiens. Les gravures manuelles sont effectuées notamment par Frédéric Goupil-Fesquet, Adolphe Pierre Riffaut et Frédéric Martens. Grâce aux procédés de son ami Fizeau, ayant mis au point plusieurs techniques de transformation directe ou indirecte de la plaque daguerrienne en planche à graver, les copies peuvent être imprimées en série.
Goupil-Fesquet réalisa ses gravures à partir de daguerréotypes qu'il avait fait pendant son voyage en Égypte en compagnie de son oncle Horace Vernet et de Gaspard-Pierre-Gustave Joly de Lotbinière. Ce travail est bien antérieur à ceux de Maxime Du Camp, Pierre Trémaux ou Francis Frith.

## Images publiées dans ce livre

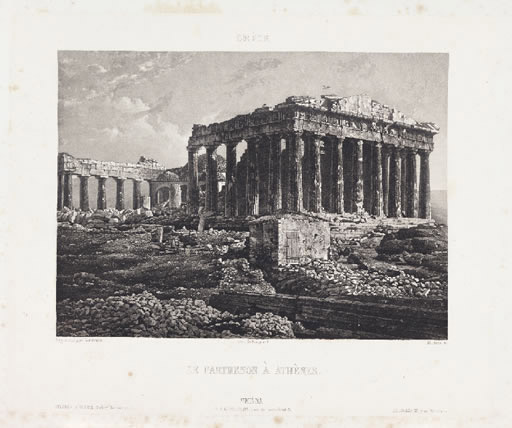
Le Parthénon à Athènes, gravure de Frédéric Martens d'après une photographie daguerréotype prise par Gaspard-Pierre-Gustave Joly en octobre 1839.
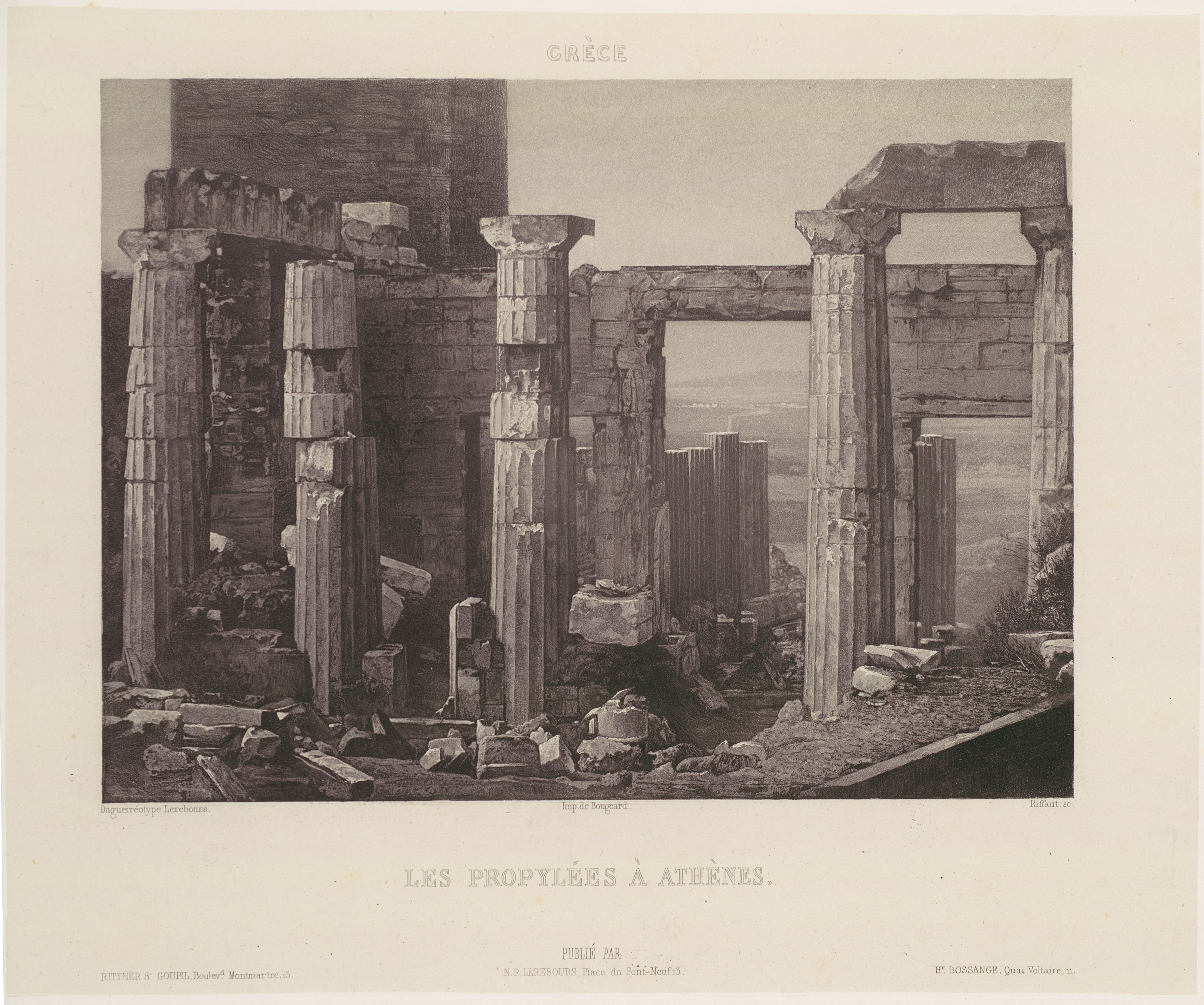
Les Propylées à Athènes, gravure d'Adolphe Pierre Riffaut d'après une photographie de Gaspard-Pierre-Gustave Joly.
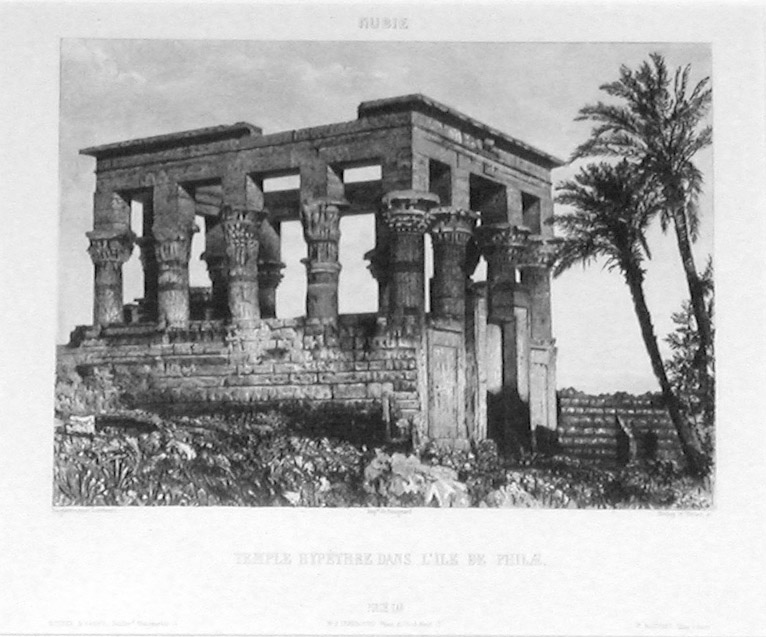
Temple hypèthre dans l'île de Philæ, gravure de Bishop et Antoine Jean Weber d'après une photographie de Gaspard-Pierre-Gustave Joly, décembre 1839.
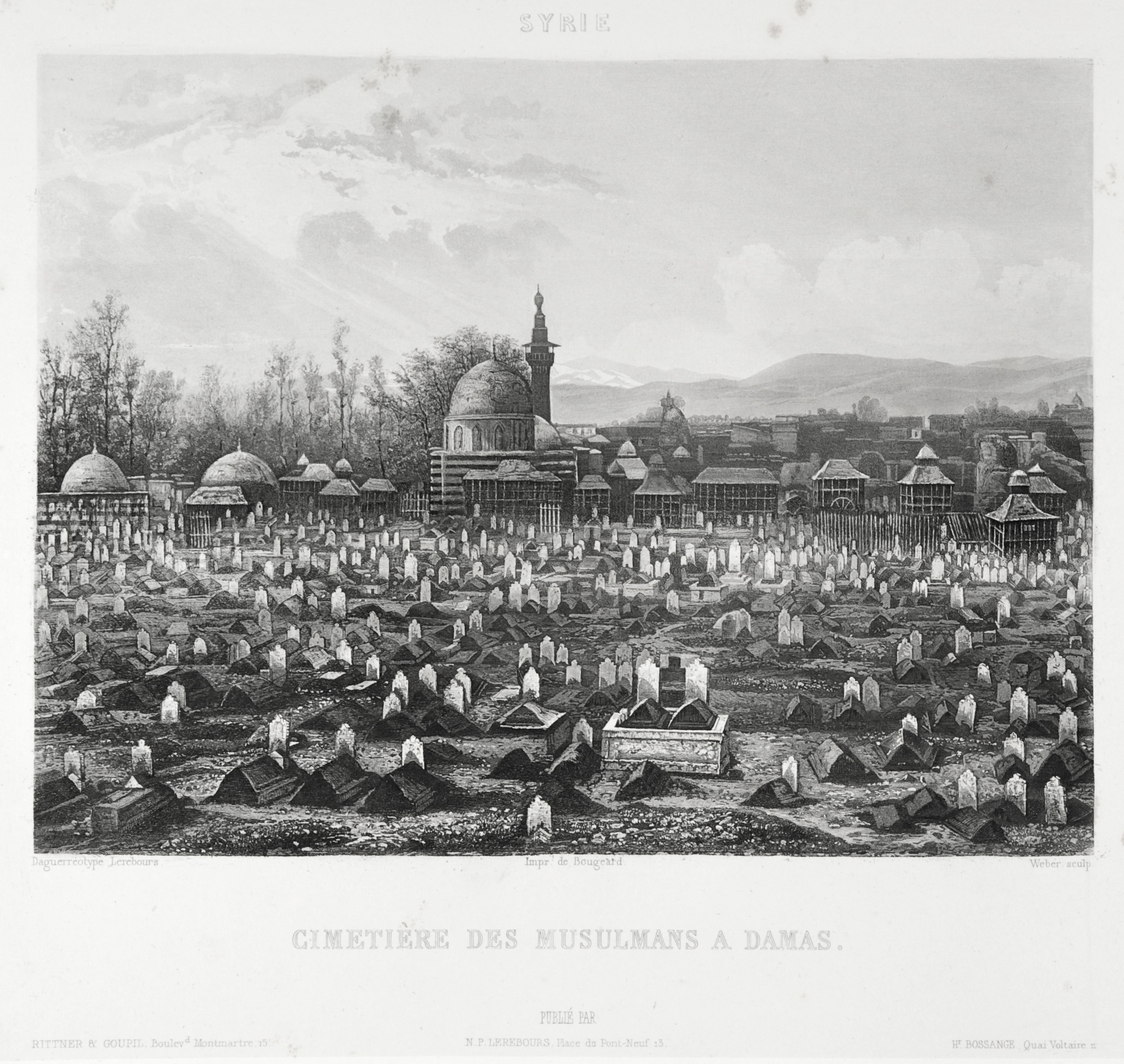
Cimetière des musulmans à Damas, gravure d'Antoine Jean Weber d'après une photographie de Gaspard-Pierre-Gustave Joly, mars 1840.